# Latifa al-Daroubi
Latifa al-Daroubi ou Latifa al-Droubi (en arabe : لطيفة الدروبي), est la Première dame de Syrie (en) depuis le 29 janvier 2025, date à laquelle son mari, Ahmed al-Charaa, a été nommé président de la république arabe syrienne pour la période de transition suivant la chute du régime Assad.

## Situation personnelle

### Origines familiales
Selon les médias turcs, Latifa al-Daroubi est la petite-fille de Alaeddine Droubi (en), diplomate et homme politique ottoman, devenu le troisième Premier ministre (en) de l'histoire de la Syrie en 1920, avant son assassinat la même année. Originaires d'Irak, dont ils ont en partie émigré au XVIIIe siècle, les Droubi sont une famille influente de la région de Homs depuis l'époque ottomane,,,. Cependant, certains militants syriens démentent l'affiliation de Latifa al-Daroubi à cette famille et à Alaeddine Droubi.   
Sa sœur serait mariée au gouverneur de Damas, Maher Marwan (en).  

### Formation
Elle est titulaire d'une maîtrise en langue et littérature arabes.

### Vie privée
Elle est l'unique épouse de l'actuel président syrien Ahmed al-Charaa, ensemble, ils ont trois enfants,,.

## Image publique
Le 27 janvier 2025, Ahmed al-Charaa présente pour la première fois son épouse à une délégation de femmes syro-américaines (en), qu'il reçoit avec le ministre des Affaires étrangères, Assaad al-Chaibani. Il confirme à cette occasion ne pas être polygame : « C'est ma seule femme, et ce qui se dit sur les réseaux sociaux à propos de mon mariage avec plus d'une femme ne sont que des rumeurs ».
Le 3 février 2025, elle fait sa première apparition publique en effectuant le petit pèlerinage à La Mecque avec son mari, alors en visite officielle en Arabie saoudite. Latifa al-Daroubi porte un voile simple, de couleur noire, et non le voile intégral,. Le 4 février 2025, elle accompagne son mari en visite d'État en Turquie. Le jour même, la Première dame de Turquie, Emine Erdoğan, publie une photo avec elle sur Instagram. Dans la description de l'image, elle affirme qu'elles ont eu « l'occasion de discuter de nombreuses questions importantes telles que l'aide humanitaire, la solidarité sociale, l'exclusion des femmes et le rôle de l'éducation ».